# Juliana Obiong
Juliana Obiong Nzang (ur. 23 maja 1966) – lekkoatletka z Gwinei Równikowej, specjalizująca się w biegach sprinterskich, olimpijka.
Swoją międzynarodową karierę sportową Obiong zaczęła w 1988 r. od występu na letnich igrzyskach olimpijskich w Seulu. W 1. biegu eliminacyjnym na 400 m zajęła ostatnią 7. pozycję, z najgorszym czasem eliminacji – 1:07,58, przez co nie awansowała do kolejnej fazy zawodów. W 1991 roku wzięła udział w mistrzostwach świata w Tokio, gdzie wystartowała w biegach na 200 i 400 m. Na dwukrotnie krótszym z dystansów była 7. w 2. biegu eliminacyjnym, z czasem 28,17. Na 400 m również była 7. w 2. biegu eliminacyjnym, w tym przypadku z czasem 1:04,13. W obu startach nie przebrnęła eliminacji. Kilka lat później wzięła udział w swoich drugich igrzyskach olimpijskich, w Atlancie w 1996 r., w biegu na 100 m. Z czasem 13,88 uplasowała się na ostatniej 9. pozycji w 6. biegu eliminacyjnym, przez co po raz kolejny nie zdołała zameldować się w półfinale. Jednocześnie była najstarszą zawodniczką w reprezentacji Gwinei Równikowej, mając 30 lat.

## Osiągnięcia
| Rok  | Impreza              | Miejsce | Konkurencja        | Lokata     | Wynik   |
| ---- | -------------------- | ------- | ------------------ | ---------- | ------- |
| 1988 | Igrzyska olimpijskie | Seul    | bieg na 400 metrów | eliminacje | 1:07,58 |
| 1991 | Mistrzostwa świata   | Tokio   | bieg na 400 metrów | eliminacje | 1:04,13 |
| 1991 | Mistrzostwa świata   | Tokio   | bieg na 200 metrów | eliminacje | 28,17   |
| 1996 | Igrzyska olimpijskie | Atlanta | bieg na 100 metrów | eliminacje | 13,88   |

## Rekordy życiowe
- bieg na 100 metrów – 12,3 (1991).
- bieg na 200 metrów – 28,17 (29 sierpnia 1991, Tokio).
- bieg na 400 metrów – 1:04,13 (24 sierpnia 1991, Tokio).